# Punknews.org
Punknews.org és un lloc web fundat per Aubin Paul el 1999. El web publica diàriament notícies sobre música i elabora crítiques d'àlbums, majoritàriament de punk rock, hardcore punk, ska, indie rock i heavy metal. El lloc inclou col·laboracions enviades pels usuaris i articles avaluats pels seus editors a través de formats de publicació similars als de Slashdot.
En el llibre de 2007 sobre la història del punk rock modern, l'escriptor de Rolling Stone i Spin, Matt Diehl, va qualificar Punknews.org de la «CNN del neopunk» i va assegurar que «llocs web com Punknews.org i revistes com Alternative Press estan construint un important espai per al neopunk». L'1 de gener de 2006, tres editors del lloc web, Aubin Paul, Adam White i Scott Heisel, van fundar Punknews Records, sota l'empara d'Epitaph Records.